# Conselho de Nomes Geográficos do Canadá
O Conselho de Nomes Geográficos do Canadá (GNBC) é um comitê nacional com um secretariado no Ministério dos Recursos Naturais do Canadá, parte do Governo do Canadá, que autoriza os nomes usados e as mudanças de nome nos mapas oficiais do governo federal do Canadá.

## História
Foi criado em dezembro de 1897, por Ordem do Conselho, como o Conselho Geográfico do Canadá. Era composto por um membro do Conselho de cada um dos quatro departamentos do Governo do Canadá, bem como pelo Inspetor Geral das Terras do Domínio, enquanto uma secretaria era fornecida pelo então existente Departamento do Interior. Em Dezembro de 1899, a Ordem do Conselho foi alterada para dar às províncias e territórios canadianos o direito de nomear um funcionário, cada um, para ser membro do Conselho. O conselho foi sucedido pelo Conselho Canadense de Nomes Geográficos em 1948, sendo então reorganizado como Comitê Permanente Canadense de Nomes Geográficos (CPCGN) em 1961.